# Agallia cezia
Agallia cezia är en insektsart som beskrevs av Dutra 1967. Agallia cezia ingår i släktet Agallia och familjen dvärgstritar. Inga underarter finns listade i Catalogue of Life.